# 10768 Sarutahiko
10768 Sarutahiko eller 1990 UZ1 är en asteroid i huvudbältet som upptäcktes den 21 oktober 1990 av den japanska astronomen Takeshi Urata vid Nihondaira-observatoriet. Den är uppkallad efter Sarutahiko Ōkami.